# 五島盛勝
五島 盛勝（ごとう もりかつ）は、肥前国福江藩4代藩主。五島家24代当主である。

## 略歴
正保2年（1645年）、第3代藩主・五島盛次の長男として生まれる。明暦元年（1655年）に父が死去したため、家督を継いだ。しかし幼少のため、叔父の五島盛清が幕命により後見人となり、さらに3000石を分与して富江領を与えたため、福江藩は1万2000石となった。
万治3年（1660年）、16歳に成長した盛勝は、12月28日に従五位下・淡路守に叙位・任官する。そして、叔父から藩の政治を譲られた。盛勝は奉行制度や諸番役、御船方などの諸制度を整備して藩政の確立に努めた。
寛文6年（1666年）、朝鮮に13年間幽閉されていたオランダ東インド会社のヘンドリック・ハメルら8人が、朝鮮を脱出して五島に到着したが、盛勝はこれを保護し出島に送った。その後ハメルらは無事帰国している。
延宝5年（1677年）12月14日に長男・盛暢に家督を譲って隠居する。翌延宝6年（1678年）2月24日、江戸屋敷で死去した。享年34。

## 系譜
父母
- 五島盛次（父）
- 櫛笥隆朝の娘（母）

正室
- アキ ー 奥平忠昌の四女

子女
- 五島盛暢（長男）生母はアキ（正室）
- 奥平昌章[1]（次男）生母はアキ（正室）
- 日向正竹[2]（三男）
- 五島盛延（四男）